# That Ras Club
O That Ras Club é um clube de futebol jordaniano com sede em Queraque. A equipe compete no Campeonato Jordaniano de Futebol.

## História
O clube foi fundado em 1980.